# Vitteaux
Vitteaux je naselje in občina v francoskem departmaju Côte-d'Or regije Burgundije. Leta 2007 je naselje imelo 1.098 prebivalcev.

## Geografija
Kraj leži v pokrajini Burgundiji ob reki Brenne, 47 km zahodno od središča Dijona.

## Uprava
Vitteaux je sedež istoimenskega kantona, v katerega so poleg njegove vključene še občine Arnay-sous-Vitteaux, Avosnes, Beurizot, Boussey, Brain, Champrenault, Charny, Chevannay, Dampierre-en-Montagne, Gissey-le-Vieil, Marcellois, Marcilly-et-Dracy, Massingy-lès-Vitteaux, Posanges, Saffres, Sainte-Colombe, Saint-Hélier, Saint-Mesmin, Saint-Thibault, Soussey-sur-Brionne, Thorey-sous-Charny, Uncey-le-Franc, Velogny, Vesvres, Villeberny, Villeferry in Villy-en-Auxois s 3.180 prebivalci.
Kanton Vitteaux je sestavni del okrožja Montbard.

## Zanimivosti
- cerkev sv. Germana iz 11. do 12. stoletja, francoski zgodovinski spomenik;
- jedro naselja z ostanki fortifikacij, srednjeveškimi hišami,
- tržnica iz 13. in 14. stoletja.